# دالتون باندو
دالتون باندو (بالإنجليزية: Dalton Pando)‏ هو لاعب كرة قدم أمريكي في مركز الوسط، ولد في 4 مارس 1996 في ساكرامنتو في الولايات المتحدة. لعب مع نادي توكسون.